# Johannes von Euböa

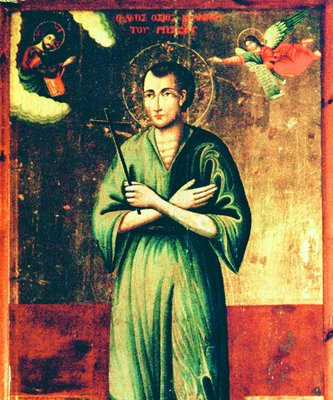
Johannes von Euböa

Johannes von Euböa oder Johannes der Russe (griechisch Ιωάννης ο Ρώσος ukrainisch Йоан Руський, russisch Иоанн Русский; * um 1690 in der Ukraine; † 27. Maijul. / 7. Juni 1730greg. in Prokopion (heute: Ürgüp) bei Kayseri, Türkei) ist ein Heiliger der griechisch-orthodoxen Kirche, dessen Gebeine heute auf der Insel Euböa beigesetzt sind.

## Leben
Johannes war ein Bauernjunge aus der Ukraine und nahm am 3. Russischen Türkenkrieg (1710–1711) als Soldat am Feldzug von Peter I. gegen die Türkei teil. Er geriet in türkische Kriegsgefangenschaft. Auf einem Sklavenmarkt wurde er nach der Überlieferung von einem türkischen Reiteroffizier gekauft und nach Prokopion, heute Ürgüp, in der Nähe von Caesarea Cappadociae (Kayseri) in Kappadokien gebracht, wo sich ein Standort der Janitscharen befand.
Im Gegensatz zu den anderen gefangenen Kriegskameraden sei Johannes nicht zum Islam konvertiert, sondern orthodoxer Christ geblieben: Nachts habe er im Pferdestall die Psalmen Davids in slawischer Sprache gesungen, wie es in seiner orthodoxen Kirche üblich war.

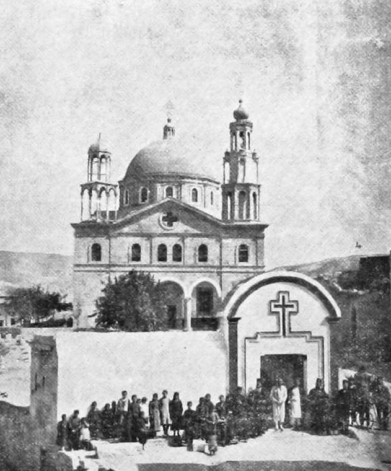
Ürgüp, Johannes der Russe-Kirche, 1834 oder 1868 gebaut, historische Photographie (1914)

Sein Grab in Ürgüp entwickelte sich zu einer Pilgerstätte. 1924 gelangten die aus der Türkei vertriebenen christlichen Griechen mit dem Schiff Vasilios „Destounis“ nach Euböa. Die Bewohner von Prokopion betteten den Heiligen in einem zu diesem Zweck geschaffenen Silberschrein und überführten ihn mit in das neue Prokopion, heute Prokopi, bei Kireas, auf Euböa. Von 1930 bis 1951 wurde eine große Kirche zu seinen Ehren gebaut, wo sein Leichnam in einem Schrein aufbewahrt wird.